# Salvia whitehousei
Salvia whitehousei är en kransblommig växtart som beskrevs av Alziar. Salvia whitehousei ingår i släktet salvior, och familjen kransblommiga växter. Inga underarter finns listade i Catalogue of Life.